# Медицинская газета
«Медицинская газета» (укр. Медична газета) — російське та радянське періодичне професійне лікарське видання.

## Історія
Попередником видання є газета «Известия советской медицины» — офіційний орган Ради лікарських колегій при РНК РРФСР, яка виходила в травні-липні 1918.
З 15 січня 1938 року в Москві почалося видання газети під назвою «Медицинский работник» як друкований орган народного комісаріату охорони здоров'я СРСР. 1938 року її тираж становив 50 тисяч екземплярів, пізніше був збільшений.
Після Другої світової війни була друкованим органом Міністерств охорони здоров'я СРСР, медичної промисловості та ЦК профспілки медичних працівників.
З листопада 1962 року виходить під назвою «Медицинская газета».
1974 року тираж становив 1 млн 200 тисяч екземплярів, в 1979 році — 1 млн 140 тисяч екземплярів.
11 лютого 1988 року газета була нагороджена орденом Трудового Червоного Прапора.